# Jezuïetenberg (Maastricht)
Le Jezuïetenberg (en français: Mont des Jésuites) est une ancienne carrière de marne située dans le ‘Cannerberg’, au sud de la ville de Maastricht, aux Pays-Bas. Entre 1880 et 1967, les jeunes jésuites (étudiants à Maastricht) décorèrent les galeries souterraines d’œuvres artistiques, sculptures et dessins religieux et humoristiques. L’ensemble fut classé comme monument national en 1998.

## Description

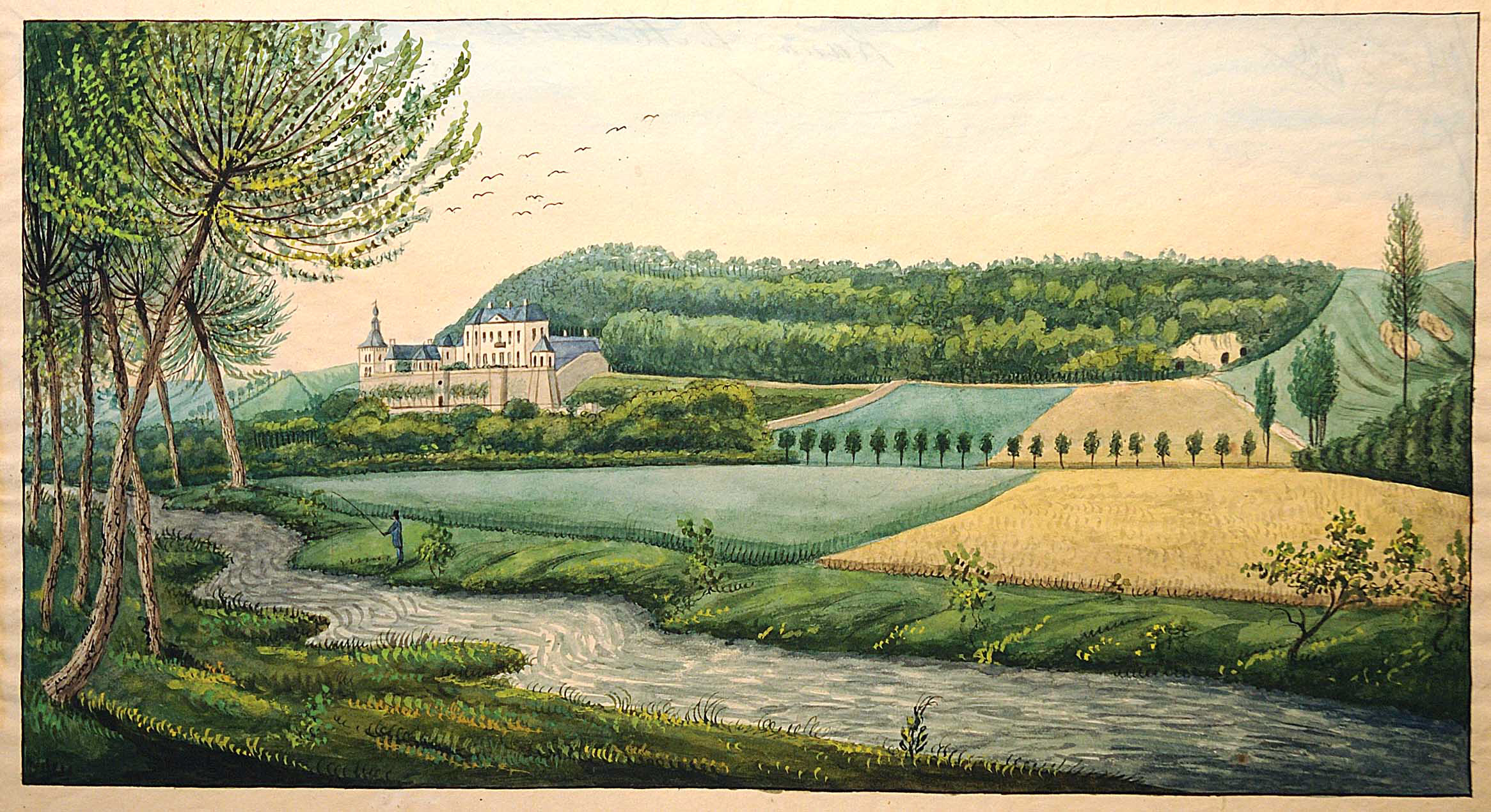
Sur une gravure du château de Neercanne, de 1836, on voit l'entrée des carrières, à droite

Le ‘mont des Jésuites’ fait partie du 'Cannerberg' et de la carrière de marne de 'Valberg', une série de collines rocheuses se trouvant au sud de la ville de Maestricht, entre le canal Albert (en Belgique) et la Meuse (aux Pays-Bas) et en proximité immédiate de la frontière belge (village de Canne). Cette carrière était auparavant appelée ‘ Fallenberg’. De nombreuses carrières de marne se trouvaient dans le Valberg dont l’exploitation remontait à plusieurs siècles. Ce tuffeau était utilisé comme matériau de construction.  
Ce que l’on appelle le ‘mont des Jésuites’ couvre une dizaine d’hectares avec vingt kilomètres de galeries souterraines dont six sont encore praticables. L’entrée de la carrière se trouve sur le côté sud du Cannerberg, peu après le château de Neercanne. Dans les galeries une température constante de 10 degrés est maintenue avec une humidité de 98%.

## Histoire

### Les Jésuites à Maastricht
Les jésuites arrivent à Maastricht en 1574, où ils ouvrent un collège avec résidence sur la ‘Korte Bredestraat’. Après deux siècles (en 1774) ils doivent quitter leur collège et la ville car le pape Clément XIV a dissous l’Ordre religieux.   
Ils reviennent en 1853, initialement dans la maison Villain XIIII, un manoir près de la ‘porte de Tongres’ maastrichoise. Plus tard, des bâtiments mieux adaptés et une église y sont ajoutés.  L’endroit est un ‘scolasticat’ où l’on enseigne la théologie, en préparation au sacerdoce.   Le nombre croissant d’étudiants aboutit en 1930 à une nouvelle construction pour le scolasticat, qui fut nommé « Canisianum » d’après le jésuite néerlandais le plus célèbre de la génération des fondateurs de l’Ordre: saint Pierre Canisius. 

### Détente dans  la carrière
Durant leurs années d’étude les jeunes jésuites avaient, traditionnellement, un ‘jour de campagne’ hebdomadaire. Le jeudi ou mercredi, était une journée de détente à la campagne, à plus ou moins une heure de marche de la maison d’étude. En 1854, un an après leur arrivée, l’industriel Petrus Regout met à la disposition des Jésuites la ‘Villa Canne’ qu’il avait construite un peu au nord du village de Canne, au sud de Maastricht. Lorsque Petrus Regout mourut en 1878 et que son fils hérita de la villa, les jésuites mirent fin à leur utilisation de la villa. Avec le legs reçu du petit-fils, Léon Regout, les Jésuites achètent un terrain sur le Louwberg (en 1880) et construisent leur propre maison de détente, qu’ils appellent ‘La campagne’. 
Près de cette maison de campagne les jeunes jésuites découvrent une ancienne carrière de marne, récemment abandonnée. Ils commencent à l’explorer et à en décorer les murs au fusain et à créer des statues et sculptures dans la pierre. Entre 1891 et 1894, une carte du réseau de galeries est réalisée par le père Fred de Bruyn. Ce travail gratuit de décoration, sous forme de ‘loisirs’ dura un siècle, de 1860 à 1960. En 1960 le scolasticat jésuite de Maastricht fut fermé.

### Développement
Le déploiement de ces œuvres artistiques souterraines fut grand. Vers 1890, les pères Jansen et Berghegge utilisent les eaux souterraines pour créer des canaux, fontaines et petites chutes d'eau. Le résultat fut baptisé ‘Venise’. Entre 1908 et 1910, ces installations hydrauliques furent agrandies et une Alhambra’  miniature fut réalisée, avec étang et fontaine.
La carrière du Fallenberg connut de nombreux effondrements mineurs et quelques effondrements majeurs. Déjà entre 1906 et 1910, des sites contenant des œuvres d'art se sont effondrés. En 1911, un ingénieur du service des mines inspecta la carrière et identifia de nombreux sites instables. Malgré cela, la carrière continua à être visitée et décorée par les étudiants jésuites. 
Le 20 juillet 1920 à 11h30, un effondrement massif eut lieu, alors que personne ne se trouvait dans la carrière. La carrière en fut divisée en deux parties, la partie centrale est devenue impraticable et la partie droite (septentrionale) est devenue inaccessible. Seule la partie la plus méridionale, qui borde le Boschberg, était encore sûre. Avec cet effondrement, des œuvres telles que l'Alhambra, les Catacombes, Venise et le Crocodile furent ensevelies sous les décombres. La Surveillance nationale des mines condamna la carrière et la montagne fut fermée.

### Réouverture
Une inspection des lieux en novembre 1921 autorise la réouverture, après quelques travaux de réfection et interdiction des galeries plus dangereuses. Un nouveau plan de visite et une nouvelle installation de circulation d’eau permet la reprise du travail de décoration.  Une cuisine et un réfectoire sont aménagés. Entre autres un nouvel ‘Alhambra’ est réalisé par le père Weve en 1927.  L'eau du puits permet la création d’un bassin. En 1929, la grande porte est achevée, exécutée comme une 'Porte mauresque'. La construction des ‘nouvelles Catacombes’, commença en juin 1929. Dans le bassin, une fontaine dite ‘du Lion mauresque’ est créée, qui jaillit pour la première fois en 1931[19] Dans les années qui suivirent, des statues de sainte Cécile et de saint Narcisse, entre autres, furent sculptées dans les catacombes, suivies de la construction d'une chapelle du Sacré-Cœur, initialement par les Pères Creyghton et Reksa. Ce projet connut plusieurs revers et ne fut jamais complètement achevé. 
En 1934, le projet est considéré comme achevé et les jeunes jésuites passent à des œuvres plus individuelles dont de nombreux dessins, tels ceux du père Roothaan et des ‘Martyrs de Gorcum’, avec un ‘coin indien’. 

### Seconde Guerre mondiale
Durant la Seconde Guerre mondiale, la maison d'étude des Jésuites ayant  été réquisitionnée par l’occupant allemand la maison d’études fut déplacée au monastère de Krijtberg à Heerlen. Néanmoins, quelques nouvelles œuvres furent réalisées, comme une reconstitution  du  ‘mosasaure’. Le 30 mars 1944, les Allemands interdirent aux Jésuites de pénétrer dans la montagne, ayant transformé les lieux en ‘domaine militaire’.  Ils ne purent y retourner que six mois après la libération, en mars 1945. Dans les années qui suivirent un grand projet fut lancé d’y créer une chapelle commémorative en hommage aux victimes de la guerre : elle fut achevée en 1950.

### Départ des Jésuites
En 1947, le château de Neercanne et une grande partie des environs sont vendus à la fondation 'Het Limburgs Landschap'. Cette fondation décide d'exploiter commercialement le 'Jezuiëtenberg’ et, en mars 1949, interdit aux Jésuites d'y pénétrer.  De plus, en juin 1953, le ministère de la Défense des Pays-Bas souhaite s’approprier tout le réseau de galeries pour y réaliser un quartier général (militaire) de l'OTAN. 
Une campagne de sensibilisation est organisée par les Jésuites qui veulent préserver le ‘Jezuiëtenberg’. Un accord est signé le 15 avril 1954 : l'armée, la fondation 'Het Limburgs Landschap' et les Jésuites concluent un accord : l'entrée principale du Boschberg sera utilisée par l'OTAN. Les galeries décorées sont préservées et resteront en dehors du domaine militaire de l’OTAN et une nouvelle entrée leur sera aménagée, un peu plus au nord que l'entrée habituelle. La ‘Porte des sorcières’ sépare le réseau de l’OTAN de celui de la Jezuiëtenberg sera déplacée. Les autres connexions souterraines seront scellées par des murs en béton.
L’ensemble fut classé comme monument national en 1998.

## Tourisme
A partir de 1900 des visites touristiques de la carrière furent organisées. Avant cette date, seuls les Jésuites visitaient les lieux. À cette époque, les Jésuites n'avaient pas encore le droit exclusif d'utiliser la carrière. Le ‘café de la Frontière’, qui ne se trouvait pas loin, commença à organiser des visites guidées de la ‘Jezuiëtenberg’ en 1903. Un premier livret fut imprimé ‘Een kijkje in den Cannerberg’ ainsi que des cartes postales. 
Cependant le vandalisme obligea la fermeture de la carrière. Leur accès fut lors restreint aux seuls Jésuites qui y continuaient leur travail de décoration. L’entrée extérieure fut fermée par une porte en bois (‘Boschberg’)  A l’intérieur, les galeries du 'Boschberg' et du 'Fallenberg' furent séparées par une porte de fer appelée ‘porte des sorcières’ car, un courant d'air froid, accompagné de sifflements et éteignant les lampes, y donnait des frissons apeurés... Le père Gérard Piepers créa deux taureaux assyriens comme gardiens de chaque côté du couloir menant à cette porte.
Le plus grand nombre possible d'œuvres d'art ont été restaurées par les Jésuites et de nouvelles créations furent réalisées. Les visites touristiques n'étaient plus proposées, seules les visites effectuées par les Jésuites eux-mêmes. En 1909, le père Herman Jansen dessina une carte de randonnée avec une sélection de 65 sites à voir. On y découvre d’innombrables dessins au charbon de bois et en couleurs. Avec des sculptures en grand nombre de reliefs et statues dans les parois de marne. Des taureaux ailés, une reproduction de l’Alhambra de Grenade (complète avec fontaine et étang), Jésus-Christ, Bouddha, la tête de Ramsès II et beaucoup d’autres curiosités ornent l’intérieur de galeries. Si des thèmes chrétiens (bibliques, hagiographiques et contemporains) sont les plus fréquents ils ne sont pas exclusifs. Même s’il s’y trouve une chapelle où l'eucharistie fut effectivement célébrée, l’ensemble n’est pas un domaine ‘sacré’ pour autant.  
Après le départ des Jésuites de Maastricht, en 1968, une fondation ‘Jezuiëtenberg’ fut créée pour veiller à l’administration et l’entretien de ce curieux trésor artistique.
Les jeunes Jésuites avaient aménagé en souterrain un endroit où, pour les temps de pause ou après leurs heures de travail, ils pouvaient manger et boire quelque chose, ce qu’ils appelaient le ’réfectoire’.  En 1998, la direction de la fondation 'Jezuiëtenberg' nouvellement créée décida d’installer une seconde salle pour que les visiteurs, puissent s’y sustenter et l’utiliser moyennant une petite contribution. Il est donc possible d’avoir accès à ce réfectoire avec des groupes de 10 à 60 personnes avant ou après la visite guidée et pendant environ une heure pour déguster les collations apportées par les visiteurs. La présence d'eau et d'électricité rendent la chose possible.  Des dizaines de bougies garantissent une ambiance toute particulière.

## Source
- T. Breuls, et P. Houben, De Jezuïetenberg. Maastrichts Silhouet N°70, Stichting Historische Reeks Maastricht, 2008.  (ISBN 978-90-5842-038-1)

## Galerie

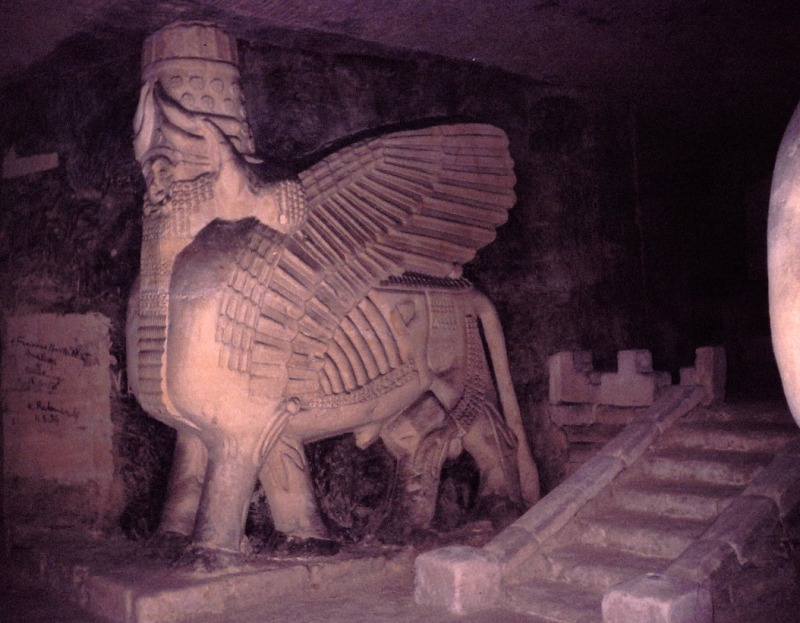
Un des grands cherubs près de la porte d'entrée
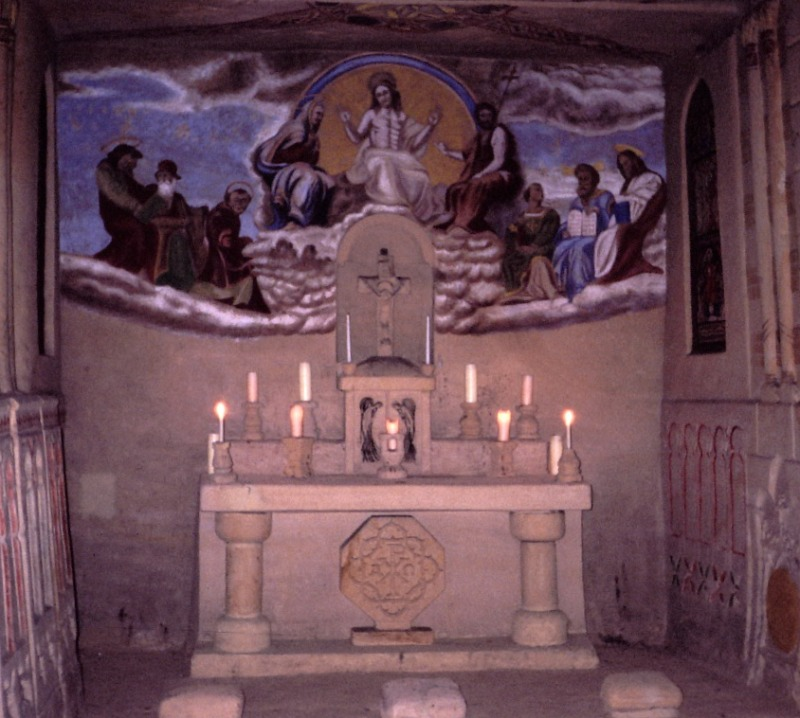
La chapelle souterraine
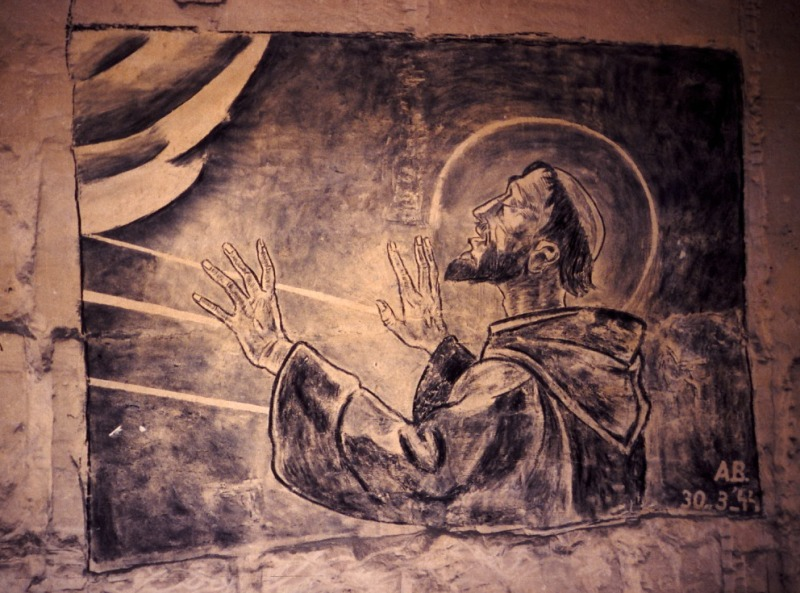
Saint François d’Assise stigmatisé (Anton Bleker, 1944)
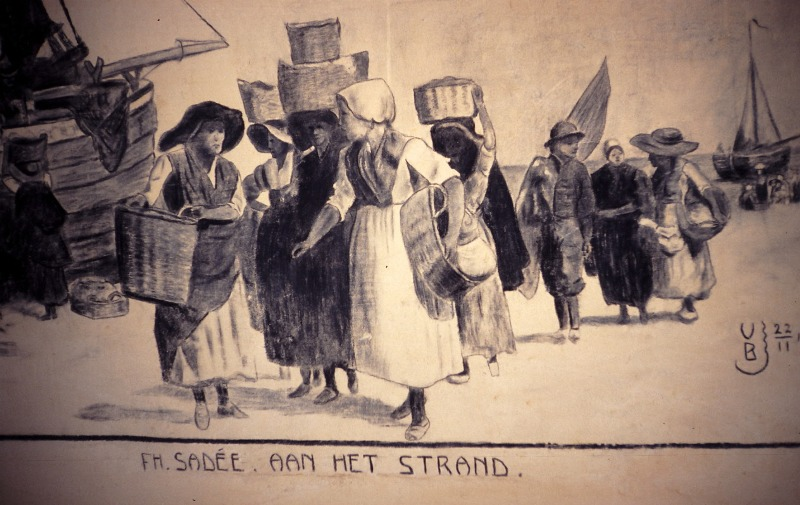
À la plage (Marinus van Baren, 1906)
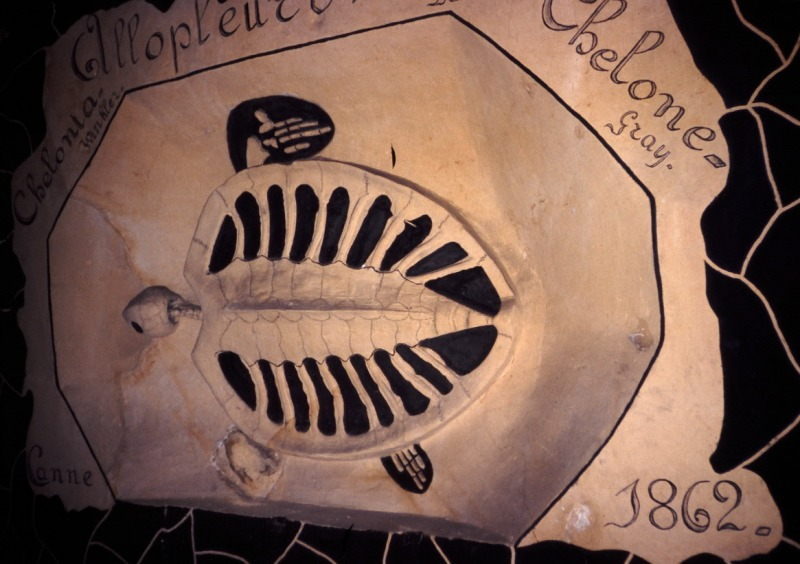
Tortue marine (éteinte) ‘’Allopleuron Hofmanni’’ (1862)